# La gazza ladra
La gazza ladra (Den tyvagtige skade) er en opera med betegnelsen melodramma eller opera semiseria i to akter af Gioachino Rossini til en italiensk libretto af Giovanni Gherardini efter La Pie voleuse af J.M.T. Badouin d'Aubigny og Louis-Charles Caigniez. Operaen er bedst kendt for sin ouverture, som gør brug af lilletromme.
Rossini er kendt for at have komponeret sine værker i høj hast, og La gazza ladra var ingen undtagelse. Ifølge overleveringen måtte teaterproducenten låse Rossini inde på et værelse dagen før uropførelsen for at få skrevet ouverturen. Rossini skal så have kastet hvert ark ud af vinduet til sin kopist, der derefter orkestrerede værket.

## Opførelseshistorie
Værket blev uropført den 31. maj 1817 på Teatro alla Scala i Milano. Operaen blev revideret af Rossini til de efterfølgende opsætninger i Pesaro i 1818, Teatro del Fondo i 1819 og Teatro di San Carlo i Napoli i 1820. Han arbejdede igen på musikken i Paris i 1866.
Riccardo Zandonai skabte sin egen version af operaen til genopførelsen i Pesaro i 1941. Alberto Zedda redigerede Rossinis oprindelige arbejde til offentliggørelse af Fondazione Rossini i 1979.

## Roller
| Rolle                                         | Stemmetype  | Originalbesætning, 31. maj 1817 (Dirigent: Alessandro Rolla) |
| --------------------------------------------- | ----------- | ------------------------------------------------------------ |
| Ninetta, Fabrizios tjener                     | Sopran      | Teresa Belloc-Giorgi                                         |
| Fabrizio Vingradito, en rig landmand          | Bas         | Vincenzo Botticelli                                          |
| Lucia, hans kone                              | Mezzosopran | Marietta Castiglioni                                         |
| Giannetto, hans søn, en soldat                | Tenor       | Savino Monelli                                               |
| Fernando Villabella, Ninettas far, en soldat  | Basbaryton  | Filippo Galli                                                |
| Gottardo, landsbyens borgmester               | Bas         | Antonio Ambrosi                                              |
| Pippo, en ung bonde, der er ansat af Fabrizio | Alt         | Teresa Gallianis                                             |
| Giorgio, borgmesterens tjener                 | Bas         | Paolo Rosignoli                                              |
| Isacco, en bissekræmmer                       | Tenor       | Francesco Biscottini                                         |
| Antonio, arrestforvareren                     | Tenor       | Francesco Biscottini                                         |
| Ernesto, en soldat, ven af Fernando           | Bas         | Alessandro De Angeli                                         |

## Synopsis
Ninetta håber på at kunne gifte sig Giannetto, når han vender hjem fra krigen. Hun giver sin far Fernando Villabella, der er deserteret, ly og er bekymret over borgmesteren, Gottardos mistænksomhed. Det kommer frem, at bissekræmmeren Isacco har købt et stykke sølv fra Ninetta; hun har villet skaffe penge til sin far, og det fører nu til hendes anklage og fængsling. Hun kommer for retten og kendes skyldig, men bliver frelst fra døden i sidste øjeblik, da man opdager tyven: en tyvagtig skade.

## Udvalgte arier
Den mest berømte arie i operaen er nok Ninetta bøn, "Deh, tu reggi in tal momento". Cavatinaen for sopran, "Di piacer mi balza cor" og cavatinaen for tenor "Vieni fra queste braccia" (cabaletta til duetten mellem Arturo og Elvira i Bellinis I Puritani starter i øvrigt med nøjagtig de samme ord) er to eksempler på Rossinis geniale talent for at skrive for den menneskelige stemme.

## Eksterne links
- La pie voleuse, fransk udgave af operaen. Castil-Blaze, Giovanni Gherardini (udgivet af E.J. Coale, 1831)
- La gazza ladra, italiensk udgave af operaen. Giovanni Gherardini, Aubigny, Caigniez (Louis-Charles) (udgivet af Elliott, 1833)
- Libretto
- Teatro la Fenices libretto og program Arkiveret 22. december 2009 hos  Wayback Machine
- Diskografi